# Programa lunar tripulado soviético

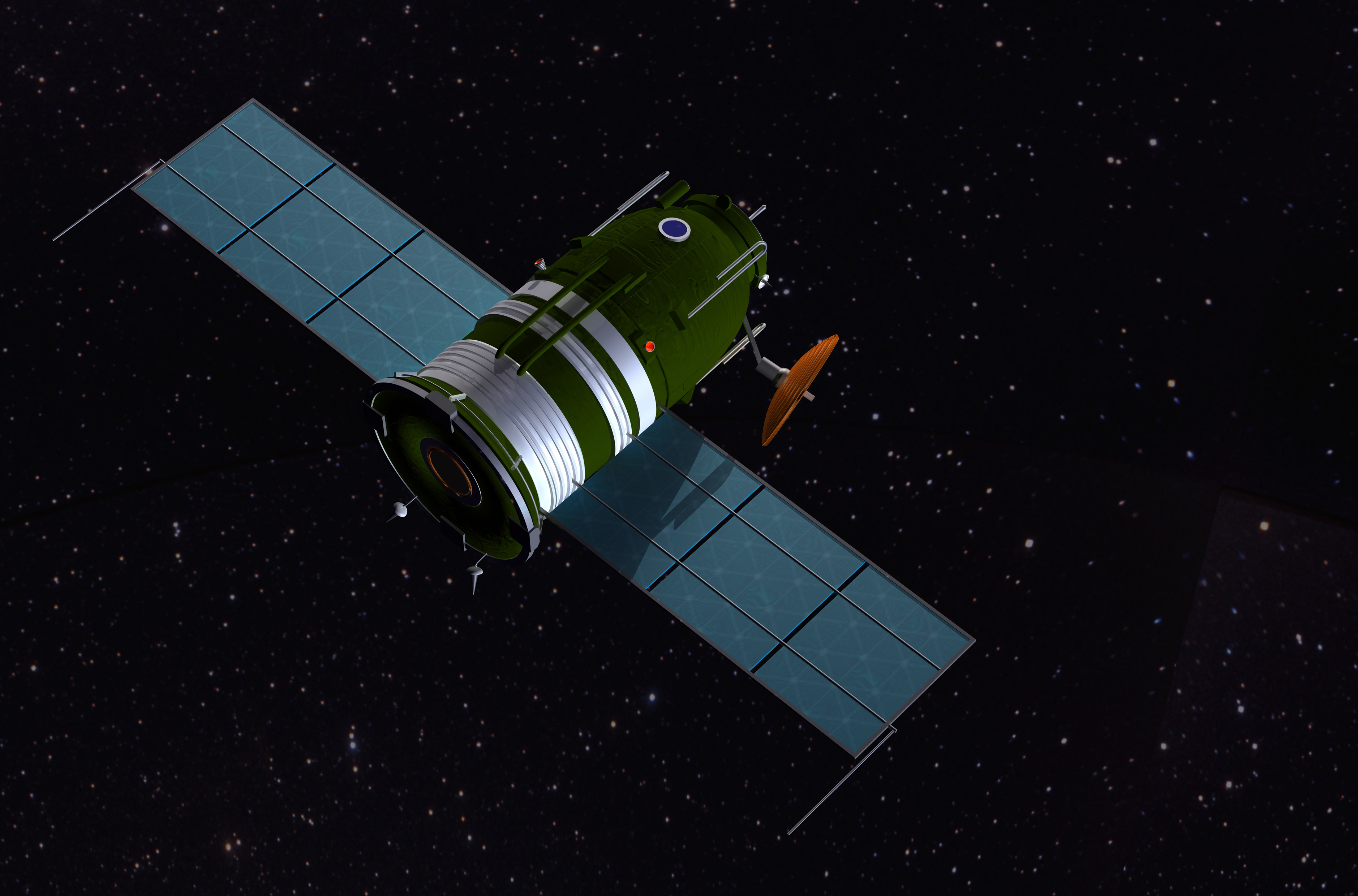
Concepção da espaçonave Zond próxima da Lua.

O Programa lunar tripulado soviético foi, na verdade, um conjunto de missões espaciais conduzidas pela antiga União Soviética, com o objetivo de fazer pousar um homem na Lua em competição direta com o Projeto Apollo, dos Estados Unidos, que foi anunciado publicamente pelo Presidente John F. Kennedy, em 25 de Maio de 1961.
O governo soviético, não admitiu publicamente, na época, estar participando dessa "corrida à Lua", no entanto, secretamente, foram conduzidos dois subprogramas com esse objetivo na década de 60:
- O Lunar L1, composto por missões de voo tripuladas circundando a Lua, usando as espaçonaves Soyuz 7K-L1 (Zond) e o lançador Proton UR-500K.
- O Lunar L3, composto por missões de pouso na Lua, usando a espaçonave Soyuz 7K-L3 em conjunto com o LK Lander e o lançador N-1

Logo após o sucesso da primeira órbita tripulada ao redor da Lua com a Apollo 8 em Dezembro de 1968, o primeiro pouso na Lua com a Apollo 11, e uma série de falhas catastróficas com o foguete N-1, esses dois programas foram finalizados. O Proton/Zond em 1970 e o N1/L3, em 1974. Os detalhes sobre esses programas só foram revelados em 1990, com o advento da Glasnost.

## Galeria

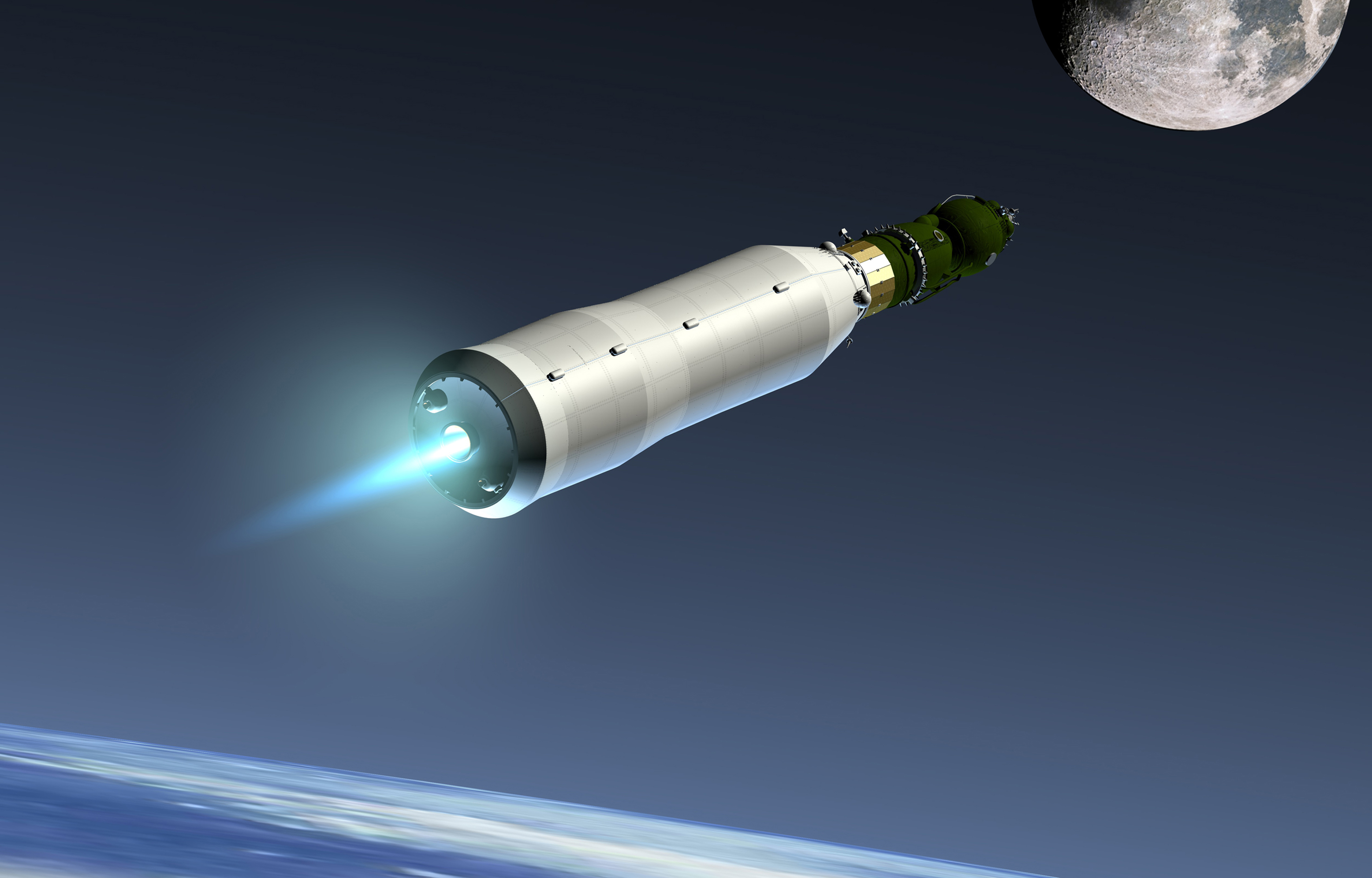
Soyuz 7K-L3
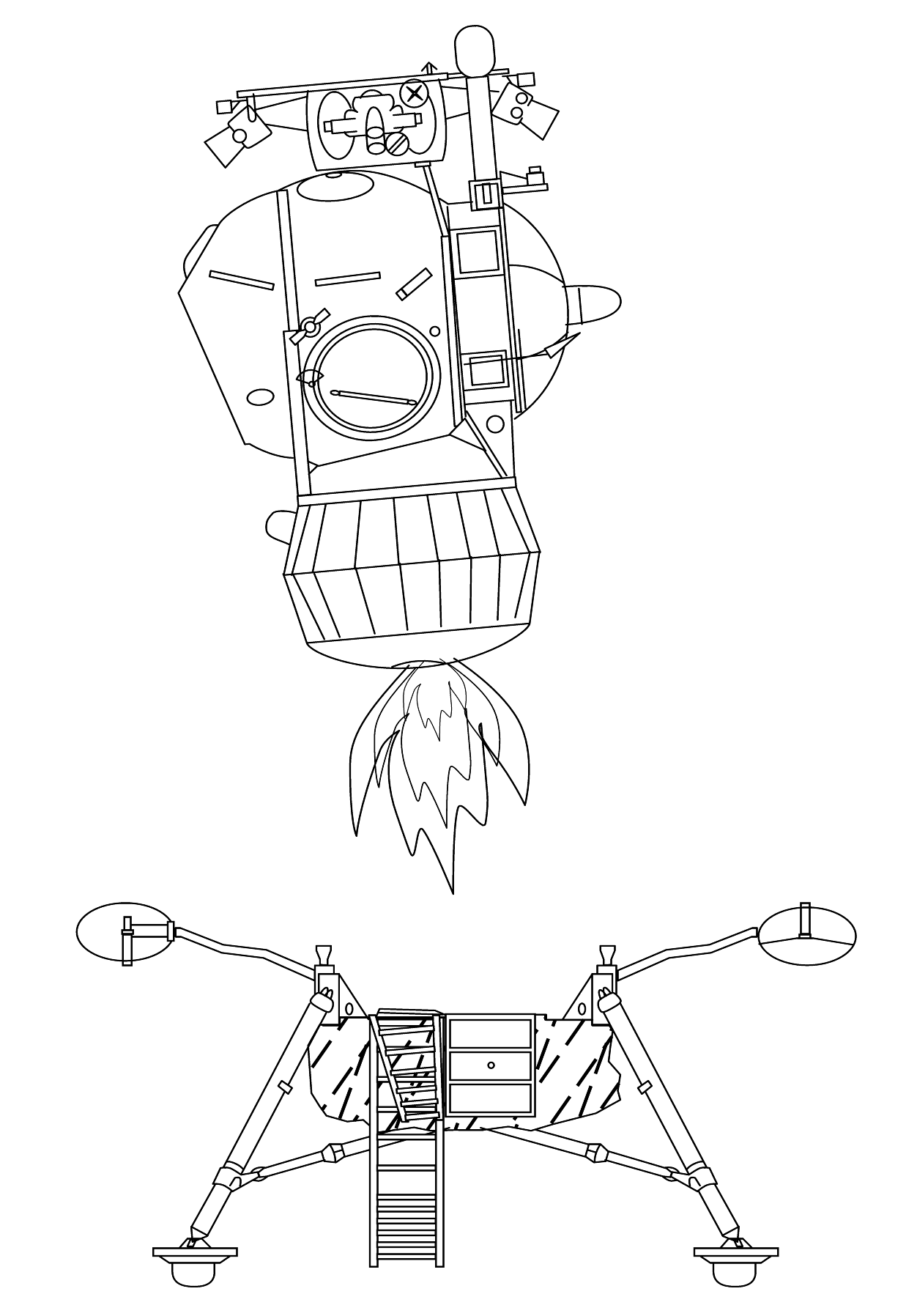
O LK Lander - Lunniy Korabl em ascensão a partir da Lua
Apollo CSM e Soyuz 7K-L3 (em escala). Módulos de comando para a viagem à Lua
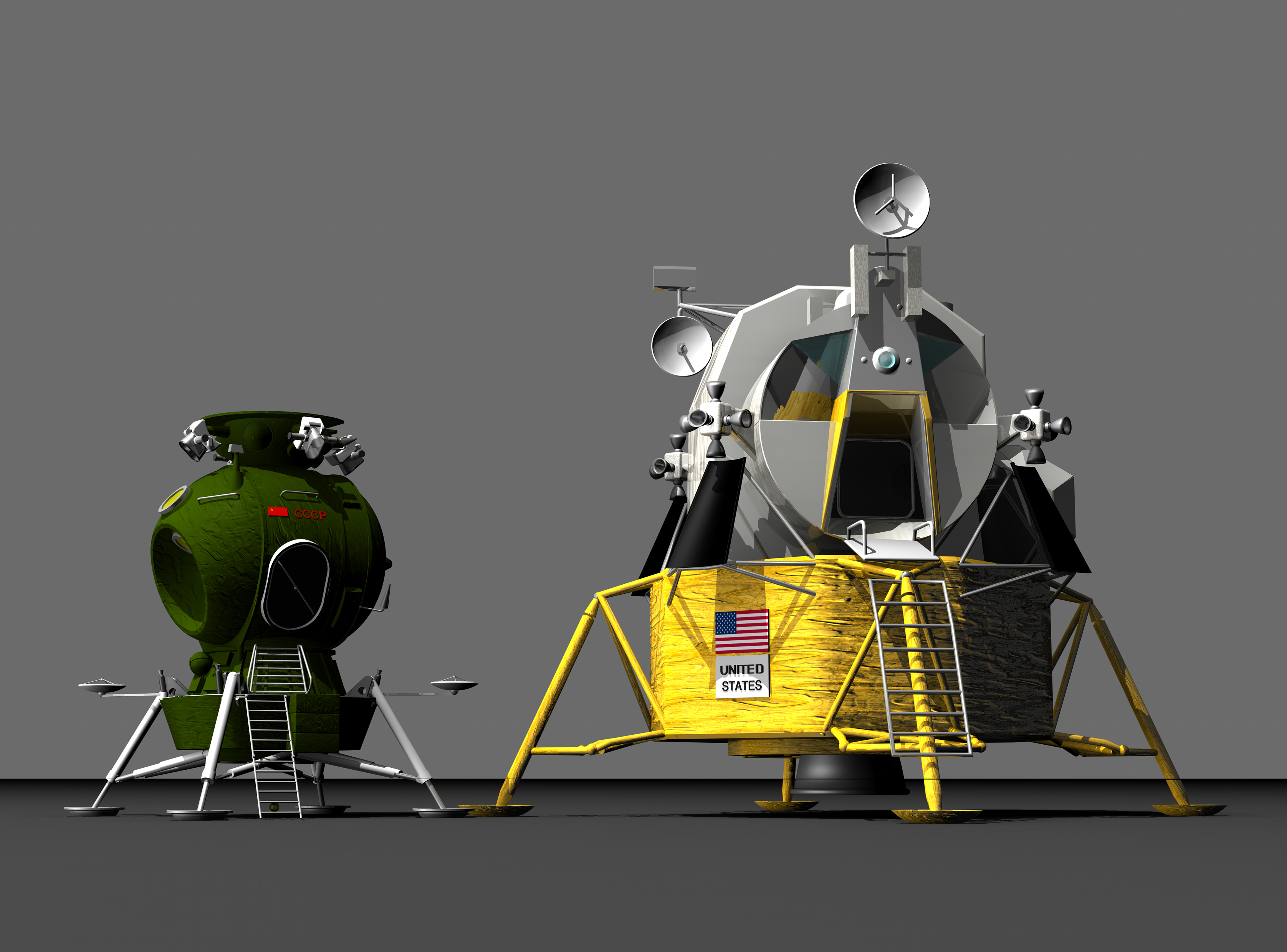
LK Lander e Apollo LM (em escala). Módulos lunares tripulados